# Ach. Brito
Ach. Brito é uma empresa portuguesa com sede em Fajozes, Vila do Conde, dedicada ao fabrico de sabonetes e perfumes.

## História

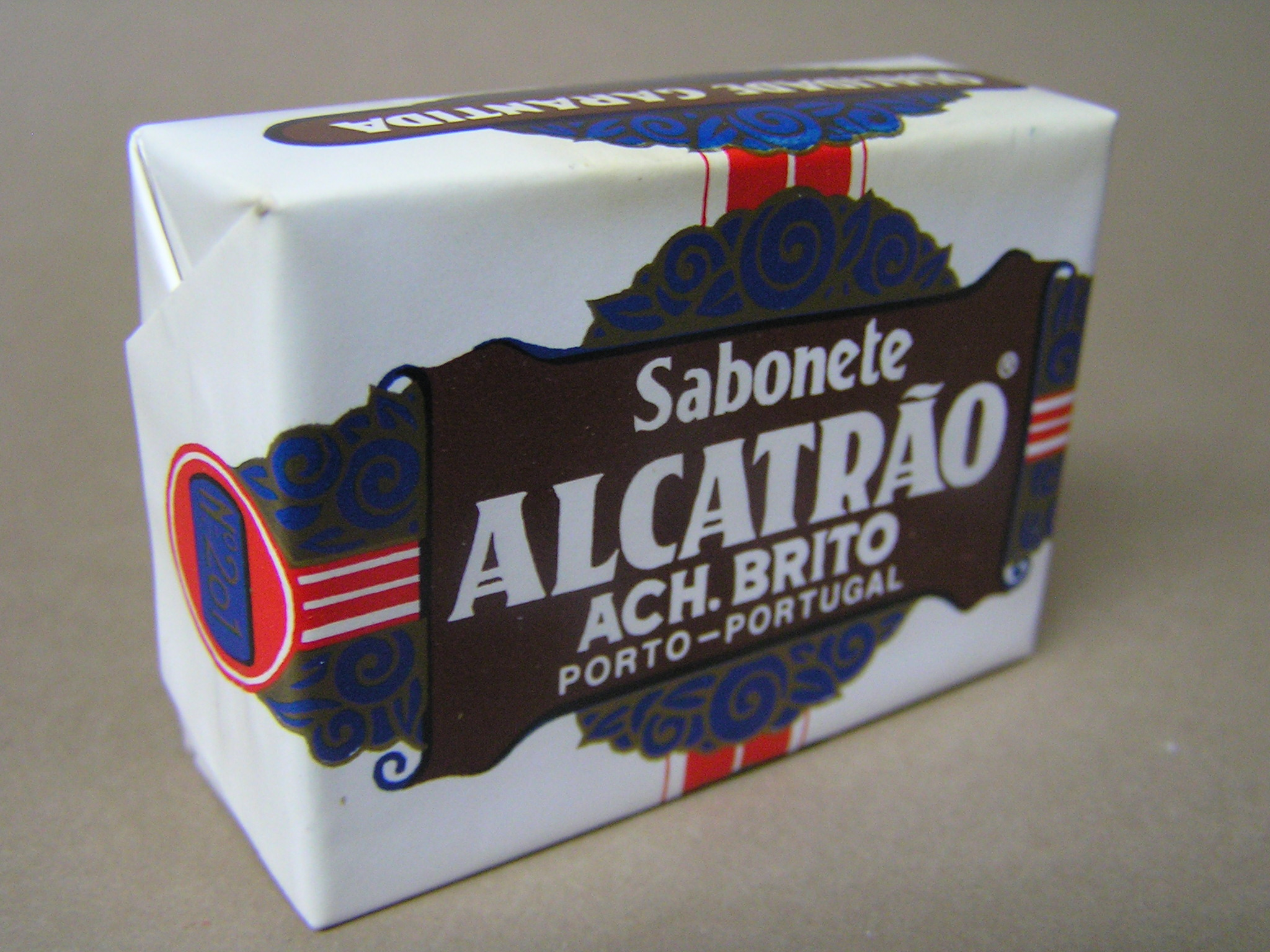
Um dos primeiros produtos da marca Ach. Brito

A empresa foi fundada no Porto em 1887 por dois alemães radicados em Portugal, Ferdinand Claus e Georges Schweder. Mais tarde, Aquiles de Brito (Achilles de Brito na grafia da época) adquiriu a empresa, alterando o nome para Ach. Brito &. C.ª Ld.ª em 1918.
A Ach. Brito iniciou a sua laboração num terreno junto à Avenida de França, próximo da Avenida da Boavista (Porto) e por ali se manteve ao longo de décadas. Depois de décadas a liderar o mercado e com o aparecimento de novos produtos - como o gel de banho - e novas redes de distribuição, o trajeto da marca perde ânimo, até que em 1994 a liderança da empresa passa para as mãos dos bisnetos de Achilles de Brito: Aquiles e Sónia Brito.
Com o encerramento da linha ferroviária que ligava o Porto à Póvoa de Varzim e subsequente conversão em linha do Metro do Porto, a empresa viu-se forçada a mudar as suas instalações, numa primeira fase, para a Zona Industrial do Mindelo (Vila do Conde). No início do presente século a empresa fabricante de sabonetes por processo manual corria o risco de encerrar portas. A entrada para os quadros da Ach. Brito do director-geral José Fernandes foi fundamental para o renascimento da empresa centenária.
Em 2002 é inaugurada a nova unidade de produção em Fajozes, Vila do Conde, que passa a ser o quartel-general da Ach. Brito. Uma unidade com 10 mil metros quadrados e uma área coberta total de cerca de 4 mil metros quadrados.
A empresa modernizou então procedimentos e processos de produção, sem perder o seu cariz tradicional de fabrico manual de sabonetes, e passou de uma cota de exportação na casa dos 10% e um volume de negócios inferior aos dois milhões de euros, para uma facturação já na ordem dos seis milhões de euros e exportando para mais de meia centena de países.
A empresa sobreviveu à abertura da economia portuguesa e à invasão das marcas internacionais, em grande parte porque optou por linhas de produtos de alta gama dirigidos ao mercado externo, seguindo processos de produção tradicionais e inteiramente manuais. Estes produtos surgem sob a marca Claus Porto.
Em 2008, num negócio que surpreende o mercado, a Ach. Brito adquire a Saboaria e Perfumaria Confiança SA, a segunda mais antiga fábrica de sabonetes do país, a uma sociedade de capital de risco. Com esta aquisição verificou-se o fim de uma competitividade e rivalidade no mercado português com cerca de cem anos de existência, permitindo à Ach Brito obter ganhos de dimensão e diversificação, de produtos e mercados. 

## Oprah's Favorite Things
Os sabonetes Claus Porto foram pela primeira vez recomendados em 2007 pela célebre apresentadora Oprah Winfrey, num segmento do seu programa The Oprah Winfrey Show, chamado Oprah's Favorite Things (As coisas preferidas da Oprah). Desde aí, a apresentadora já os recomendou na sua revista e no seu site, dizendo que são os seus preferidos. A modelo Kate Moss e o actor Nicolas Cage são outras celebridades que se sabe serem apreciadoras da marca.